# ديميتريس مافروكينيدس
ديميتريس مافروكينيدس (باليونانية: Δημήτρης Μαυρογενίδης)‏ (23 ديسمبر 1976 بطشقند في أوزبكستان - ) هو لاعب كرة قدم يوناني في مركز الدفاع. شارك مع منتخب اليونان لكرة القدم. أما مع النوادي، فقد لعب مع أريس تسالونيكي ونادي أولمبياكوس وThrasyvoulos F.C. ‏ ونادي إيراكليس.

## مسيرته الكروية
لعب ديميتريس مافروكينيدس خلال مسيرته الاحترافية مع 4 أندية في خمسة عشر موسمًا وسجل خلالها 22 هدفًا ضمن 351 مباراة. حيث فاز في ثلاثة مواسم بالكأس وفي ثمانية مواسم بالدوري.
خاض ديميتريس مافروكينيدس مسيرته مع نادي أريس تسالونيكي في موسم 1994–95 واستمر معه طيلة ثلاثة مواسم، مشاركًا في 83 مباراة سجل خلالها 12 هدفًا. ثم انتقل إلى نادي أولمبياكوس في موسم 1997–98 ليلعب معه تسعة مواسم، حيث شارك في 201 مباراة سجل خلالها 10 أهداف. لينتقل بعدها إلى نادي إيراكليس في موسم 2006–07 ولمدة موسمين، مشاركًا في 46 مباراة ولم يسجل أي هدف. ثم انتقل إلى Thrasyvoulos F.C. ‏ في موسم 2008–09 لمدة موسم واحد، مشاركًا في 21 مباراة ولم يسجل أي هدف أيضًا.

## روابط خارجية
- ديميتريس مافروكينيدس على موقع قاعدة بيانات كرة القدم.إي يو (الإنجليزية)
- ديميتريس مافروكينيدس على موقع ناشيونال فوتبول تيمز (الإنجليزية)